# Zenting

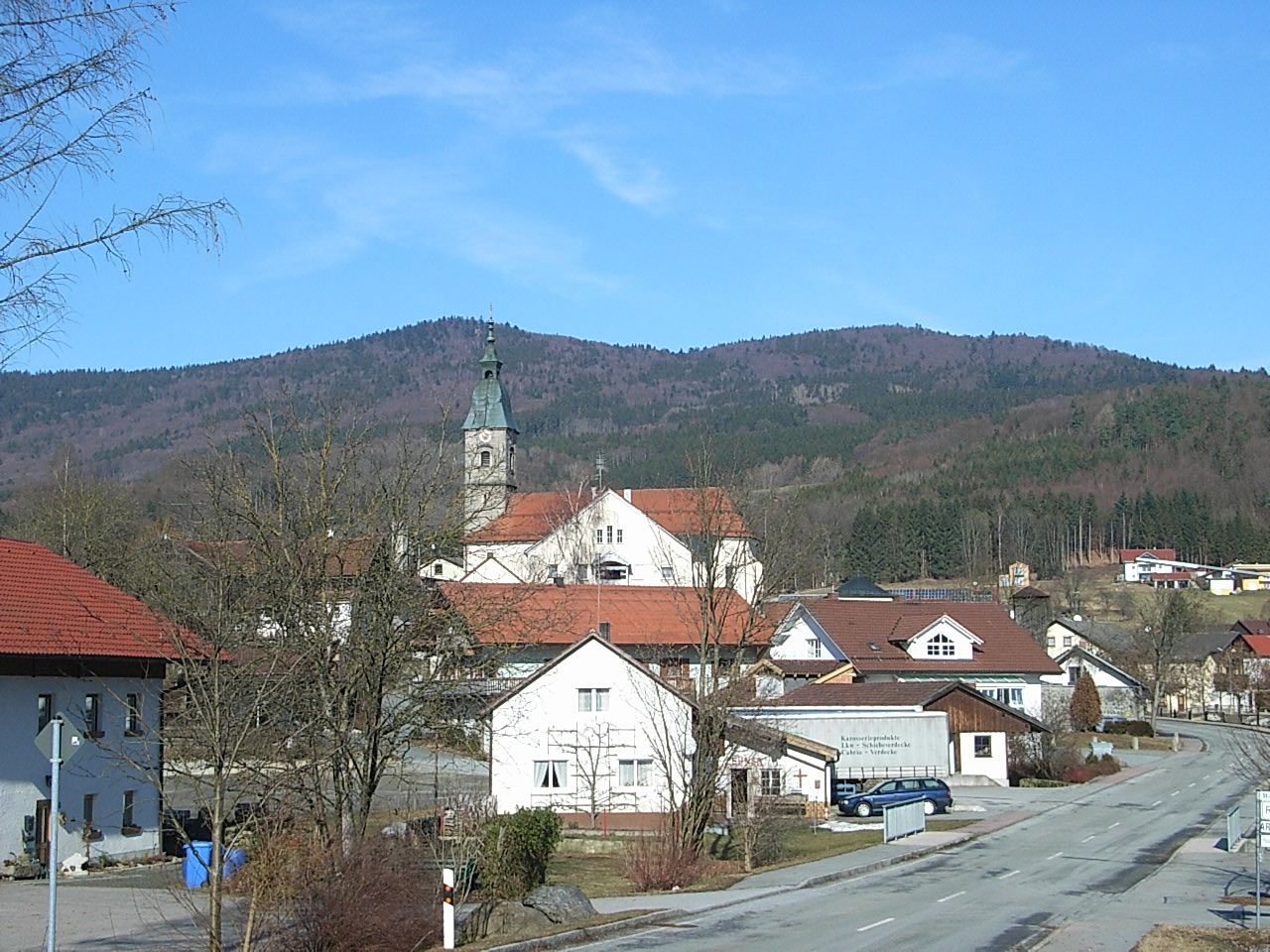
Blick auf Zenting, im Hintergrund der Aschenstein (links) und der Geißlstein

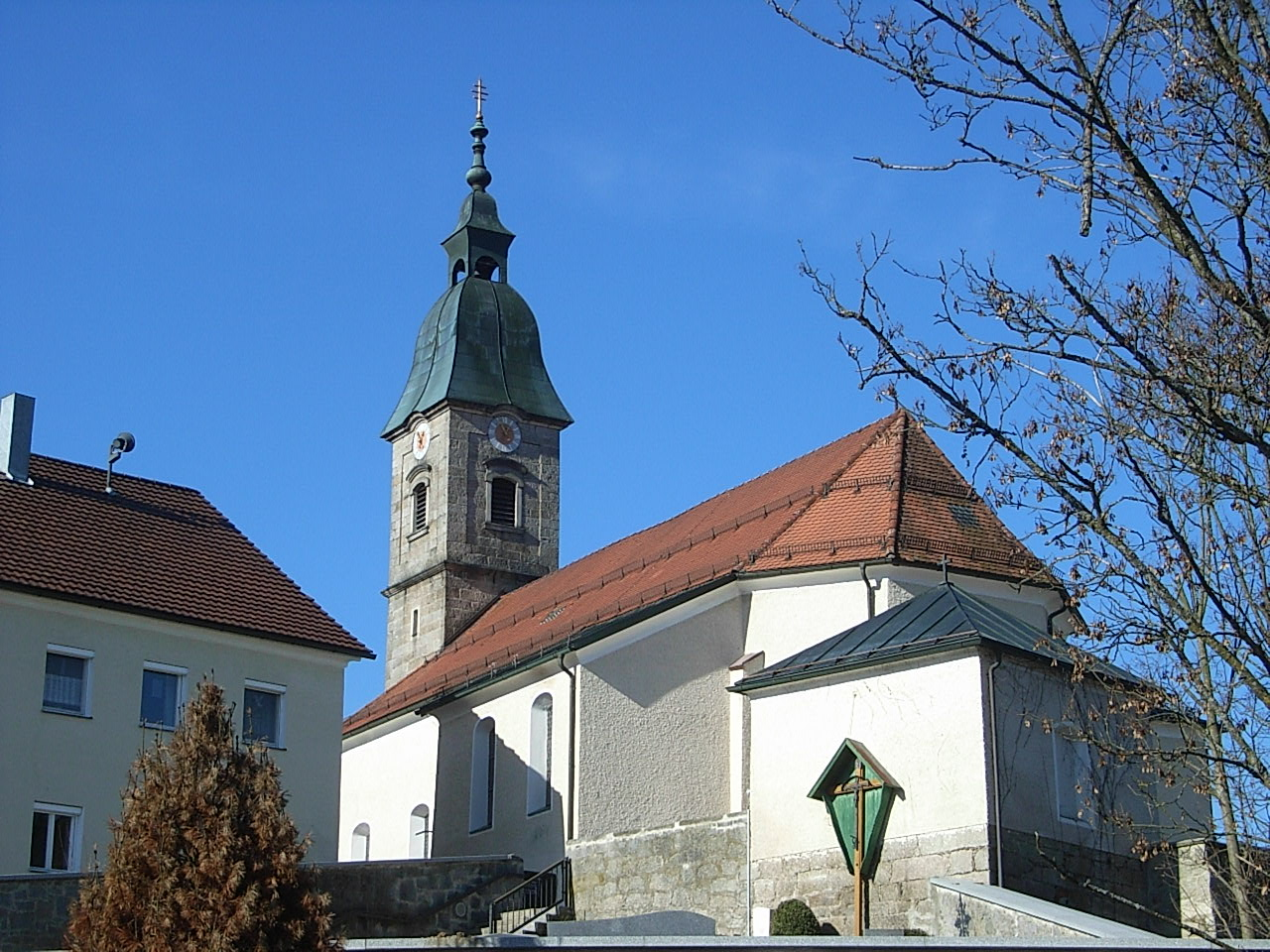
Die Pfarrkirche von Zenting

Zenting ist eine Gemeinde im niederbayerischen Landkreis Freyung-Grafenau und ein Mitglied der Verwaltungsgemeinschaft Thurmansbang.

## Geografie

### Geografische Lage
Die Gemeinde liegt in der Region Donau-Wald inmitten des Bayerischen Waldes, zwischen der Regensenke, dem Lallinger Winkel und dem Passauer Vorwald bzw. dem Dreiburgenland. Das Dorf liegt eingebettet in einem sonnigen, nach Süden offenen Kessel, der im Norden von Brotjacklriegel (1011 m) und Aschenstein (945 m) überragt wird. Zenting befindet sich rund 35 km nordwestlich von Passau, 13 km von Tittling, 18 km südwestlich von Grafenau, 26 km nördlich von Vilshofen an der Donau und 15 km von der A 3 (Ausfahrt Iggensbach) entfernt.
Die höchste Fläche der Gemeinde liegt neben dem Gipfel des Brotjacklriegels auf über 1000 Metern Höhe, wobei der Gipfel des Berges in der Nachbargemeinde Schöfweg liegt. Der höchste Gipfel, der direkt in der Gemeinde Zenting liegt, ist eine etwa 500 Meter nordöstlich des Brotjacklrieglgipfels gelegene Erhebung mit 983 Metern Höhe oberhalb Daxsteins. Der zweithöchste Gipfel in der Gemeinde ist der Kleine Aschenstein mit 913 Metern Höhe. Der niedrigste Punkt der Gemeinde befindet sich südlich von Hasling an der Großen Ohe bei ca. 370 Metern. Innerhalb der Gemeinde gibt es also eine Höhendifferenz von ca. 670 Metern.
Fast das gesamte Gemeindegebiet liegt im Einzugsbereich der Großen Ohe, dem Oberlauf der Gaißa. Eine Ausnahme sind die Quellbereiche am Nordhang des Brotjacklriegels, die zum Einzugsgebiet der Ilz gehören. Eine weitere Ausnahme sind Unteraign und Simmering, die zum Einzugsgebiet der Kleinen Ohe bei Schöllnach gehören. In der Gemeinde liegt die Quelle der Gaißa, die entweder als Geißleitenbach oder als Daxsteiner Bach entspringt.

### Nachbargemeinden
- Schöllnach (Landkreis Deggendorf)
- Schöfweg
- Innernzell
- Thurmansbang
- Außernzell (Landkreis Deggendorf)

### Gemeindegliederung
Es gibt 27 Gemeindeteile (in Klammern ist der Siedlungstyp angegeben):
- Blumau (Weiler)
- Burgsdorf (Weiler)
- Daxstein (Dorf)
- Ellerbach (Weiler)
- Fradlberg (Dorf)
- Gerading (Dorf)
- Gessenreuth (Einöde)
- Grausensdorf (Weiler)
- Gruselsberg (Weiler)
- Haberöd (Weiler)
- Hasling (Weiler)
- Hauermühle (Einöde)
- Hochreuth (Einöde)
- Hörperting (Weiler)
- Lina (Einöde)
- Mahd (Weiler)
- Manzenreuth (Einöde)
- Neuhof (Weiler)
- Poxöd (Einöde)
- Ranfels (Pfarrdorf)
- Simmering (Dorf)
- Steinermühle (Einöde)
- Steinhof (Einöde)
- Unteraign (Einöde)
- Waltersdorf (Weiler)
- Winden (Dorf)
- Zenting (Pfarrdorf)

Es gibt die Gemarkungen Ranfels und Zenting.

## Geschichte

### Mittelalter
Zenting wurde im Frühmittelalter im Rahmen einer von der Pfalz Osterhofen ausgehenden Siedlungsbewegung, die über Schwanenkirchen und Schöllnach bis nach Zenting ging, gegründet. Zenting ist der älteste Ort im Grafenauer Land, war Teil des Schweinachgaus und der Urpfarrei Schwanenkirchen. Von Zenting aus wurde Innernzell als erster Siedlungskern des Grafenauer Landes nördlich des Sonnenwaldes erschlossen.
Die erste urkundliche Erwähnung Zentings („Cetting“ oder „Zetting“) findet sich in einer Urkunde, als der Vornbacher Graf Ekbert III. den Gutshof in Zenting 1151 an das Kloster Osterhofen schenkte. Diese Urkunde ist nur als Abschrift erhalten geblieben. Der Gutshof wurde bis ins 18. Jahrhundert von Laienbrüdern als klösterlicher Eigenbetrieb bewirtschaftet. 1176 wurde mit einem Oratorium (Bethaus) der erste kirchliche Bau in Zenting errichtet, der 1178 vom Passauer Bischof Theobald geweiht wurde. Im Hochmittelalter entstanden auch Erdställe im heutigen Gemeindegebiet von Zenting, nachgewiesen in Winden, vermutet in Gessenreuth, Burgsdorf, Zenting und Ranfels.
Die Bedeutung des Ortsnamens ist unklar und wird auf den Zehent, den Zentgraf oder auf die fiktiven Vornamen Zentillo, Zento oder Zetto zurückgeführt.

### Neuzeit bis zum 19. Jahrhundert
Das Kloster erhob Zenting (Centingen) zu einer Hofmark. Nach der Auflösung des Klosters 1783 gehörte die Hofmark dann 50 Jahre zur Herrschaft des Damenstifts St. Anna in München, ehe Zenting 1833 vom Staat erworben wurde.  Die barocke Pfarrkirche St. Jakobus der Ältere und St. Margarete wurde 1831 erweitert. Zenting, in kirchlicher Hinsicht ursprünglich Filiale von Schöllnach, wurde 1798 Expositur und 1895 Pfarrei.

### 20. und 21. Jahrhundert
Überregionale Bekanntheit erlangte die Gemeinde Zenting, weil es dort 1920 zu einem der reichsweit ersten Bürgerbegehren und -entscheide gekommen ist. So verlangten im Februar 1920 insgesamt 81 der 316 Wahlberechtigten, eine Abstimmung über die vorzeitige Neuwahl des Gemeinderats durchzuführen. Hintergrund war, dass bei der vorangegangenen Gemeinderatswahl nur eine Liste zur Wahl gestanden hatte. Da zwischen Einreichung des Bürgerbegehrens und Bürgerentscheid allerdings die Bürgermeisterwahl durch den seinerzeit zuständigen Gemeinderat vollzogen wurde, hatten die Wahlberechtigten am Bürgerentscheid selbst kein Interesse mehr. So machte bei der Abstimmung selbst nur ein einziger Bürger von seinem Stimmrecht Gebrauch.
Der von 1928 bis 1938 in Zenting tätige Pfarrer Ludwig Mitterer führte 1932 eine große Kirchenrenovierung durch und wurde wegen seiner Gegnerschaft zum NS-Regime am 1. November 1943 im Zuchthaus Brandenburg-Görden hingerichtet.
Heute erfreut sich der Ort zunehmender Beliebtheit in der Tourismusbranche.

### Eingemeindungen
Im Zuge der Gebietsreform in Bayern wurde am 1. Januar 1972 die Gemeinde Ranfels eingegliedert. Am 1. April 2013 wuchs die Gemeindefläche um genau 51,5 Hektar. Aus dem gemeindefreien Gebiet Sonnenwald wurden 494.061 m²  eingegliedert und weitere 20.939 m², die bisher Enklaven der Gemeinde Schöfweg im gemeindefreien Gebiet Sonnwald waren, wurden in die Gemeinde Zenting umgegliedert.

### Einwohnerentwicklung
Zwischen 1988 und 2018 sank die Einwohnerzahl von 1168 auf 1142 um 26 Einwohner bzw. um 2,2 %.
- 1961: 1038 Einwohner
- 1970: 1064 Einwohner
- 1987: 1170 Einwohner
- 1991: 1219 Einwohner
- 1995: 1252 Einwohner
- 2000: 1190 Einwohner
- 2005: 1162 Einwohner
- 2010: 1157 Einwohner
- 2015: 1178 Einwohner
- 2020: 1118 Einwohner

## Politik

### Bürgermeister
Ehrenamtlicher Erster Bürgermeister ist Dirk Rohowski (Freie Wähler).
Er ist seit 1. Mai 2020 Nachfolger von Leopold Ritzinger (Freie Wählergemeinschaft).

### Wappen
| | Blasonierung: „Gespalten von Silber und Rot; vorne ein links gewendeter, widersehender, feuerspeiender, rot bewehrter grüner Drache mit Stachelschwanz, hinten ein schräglinker goldener Pilgerstab, beseitet oben und unten von je einer zugewendeten goldenen Muschel.“ |
| Wappenbegründung: Der Drache als Attribut der heiligen Margarethe verweist auf die Patronin des Prämonstratenserstifts Osterhofen und die enge historische Verbindung Zentings dorthin. Zenting war bis zur Aufhebung des Stifts im Jahr 1784 Klosterhofmark und ging dann in den Besitz des Damenstifts St. Anna in München über. Pilgerstab und Pilgermuscheln sind Attribute des heiligen Jakob und beziehen sich auf das Patrozinium der schon im 12. Jahrhundert nachweisbaren Ortskirche von Zenting, die seit 1895 Pfarrkirche ist. In der Feldtingierung in Silber und Rot klingen die Farben des Bistums Passau an. | |

## Wirtschaft und Infrastruktur

### Wirtschaft einschließlich Land- und Forstwirtschaft
Es gab im Jahr 2020 nach der amtlichen Statistik im produzierenden Gewerbe keine offizielle Zahl und im Bereich Handel und Verkehr 113 sozialversicherungspflichtig Beschäftigte am Arbeitsort. Sozialversicherungspflichtig Beschäftigte am Wohnort gab es insgesamt 441. Im verarbeitenden Gewerbe gab es einen, im Bauhauptgewerbe acht Betriebe. Zudem bestanden im Jahr 2016 29 landwirtschaftliche Betriebe mit einer landwirtschaftlich genutzten Fläche von 637 Hektar, davon waren 122 Hektar Dauergrünfläche.

### Verkehr
Die Buslinie 6143 der Regionalbus Ostbayern GmbH bietet werktags eine Anbindung an den etwa 30 km westlich gelegenen Bahnhof Deggendorf an der Bahnstrecke Plattling–Bayerisch Eisenstein. Weitere Bahnhöfe in der Nähe sind Vilshofen an der Bahnstrecke Regensburg–Passau, 25 km südlich gelegen, und Grafenau als Endpunkt der Bahnstrecke Zwiesel–Grafenau, 18 km nordöstlich.

### Bildung
Es gibt folgende Einrichtungen (Stand: 2009):
- Kindergärten: 25 Kindergartenplätze mit 21 Kindern